# مارلون كيرنر
مارلون كيرنر (بالإنجليزية: Marlon Kerner)‏ هو لاعب كرة قدم أمريكية أمريكي، ولد في 18 مارس 1973 في كولومبوس في الولايات المتحدة.

## وصلات خارجية
- مارلون كيرنر على موقع مرجع كرة القدم المحترفة.كوم (الإنجليزية)